# Calliope tschebaiewi
El  ruiseñor pechinegro chino (Calliope tschebaiewi) es una especie de ave paseriforme de la familia Muscicapidae propia de Asia. Anteriormente era considerado conespecífico con el ruiseñor pechinegro (Calliope pectoralis), pero en la actualidad es aceptado como especie separada. No se conocen subespecies.

## Taxonomía
La primera descripción formal del ruiseñor pechinegro chino fue realizada por el geógrafo ruso Nikolái Przewalski en 1876. Él introdujo el nombre binomial actual Calliope tschebaiewi. El epíteto específico tschebaiewi conmemora al cosaco Pamfili Tschebaeiv que acompañó a Przevalsky en sus viajes. Posteriormente fue considerado como una subespecie del ruiseñor pechinegro (Calliope pectoralis) y se colocó en el género Luscinia. Un estudio filogenético molecular publicado en 2010 encontró que Luscinia era un grupo polifilético, por lo tanto, el género se dividió y varias especies, incluido el ruiseñor pechinegro chino, se trasladaron al reinstalado género Calliope. Otro estudio publicado en 2016 comparó el ADN mitocondrial, la vocalización y la morfología de varias subespecies de Calliope pectoralis. Basados en sus resultados, los autores recomendaron promover a C. p. tschebaiewi a rango de especie.

## Descripción
El macho es de color marrón pizarroso en la parte superior, con la frente y una lista superciliar blancas. Las alas son de color marrón y la cola negra con la base y las puntas blancas. Los lados de la garganta y el pecho son negros y el centro de la barbilla y la garganta de color escarlata. Las plumas negras en el pecho están bordeadas de gris. La hembra es más opaca que el macho, de color gris parduzco en la parte superior, con el superciliar difuso y las partes inferiores ahumadas. El centro de la garganta es blanquecino al igual que la bigotera.

## Distribución y hábitat
Se distribuye en Asia Central y el subcontinente indio, a través de Bangladés, Bután, China, India, Birmania, Nepal y Pakistán. Migra hacia el norte y a altitudes más elevadas en verano y se mueve a elevaciones más bajas y hacia el sur en invierno. Se reproduce a lo largo del borde de la meseta tibetana, desde Nepal hasta Assam.  Su hábitat natural son los bosques abiertos y matorrales.

## Comportamiento y ecología
Los adultos son tímidos aunque a veces se posan al aire libre. Por lo general, se ven solos o en parejas durante la temporada de reproducción. Se alimentan principalmente de pequeños insectos, incluyendo escarabajos y hormigas. Durante la temporada de reproducción, el macho canta durante todo el día desde la parte superior de una percha expuesta. El canto es una serie de notas chillonas con una gran variación. Las hembras producen un silbido ascendente que cambia de tono a una nota corta y brusca. La llamada de alarma es un agudo skyap.
En la región de Tien Shan vive en terrenos con pendientes suaves de matorrales de enebro a altitudes desde 2500 a 2700 m. La temporada de reproducción es en verano y construye el nido en arbustos cerca de árboles densos. El nido típico es una bola suelta y grande con la entrada en el lado, pero a veces es una copa con la parte superior abierta. Es construido principalmente por la hembra. La puesta es de 4 a 6 huevos de color azul verdoso con puntos oxidados que forman un anillo cerca del extremo. La incubación es hecha mayoritariamente por la hembra, pero ambos padres alimentan a los polluelos. Los huevos eclosionan después de alrededor de 14 días y los jóvenes abandonan el nido después de aproximadamente 16 días. Se ha observado que abandonan el nido cuando son parasitados por el cuco común (Cuculus canorus). Martas y armiños a veces destruyen los nidos y se aprovechan de los polluelos.